# Wilhelm Creizenach
Wilhelm Michael Anton Creizenach (ur. 4 czerwca 1851 we Frankfurcie nad Menem, zm. 13 maja 1919 w Dreźnie) – niemiecki historyk literatury, profesor Uniwersytetu Jagiellońskiego.

## Życiorys
Przyszedł na świat w zasymilowanej do kultury niemieckiej rodzinie żydowskiej. Był synem Theodora (1818–1877), poety, hebraisty, wybitnego znawcy twórczości Goethego, oraz Luise Flerscheim. W 1854 został ochrzczony w kościele ewangelickim. Kształcił się w gimnazjum we Frankfurcie, gdzie w 1870 r. zdał maturę, a następnie studiował historię i filologię germańską na uniwersytecie w Getyndze (1870–1872), neofilologię (germanistykę, romanistykę i anglistykę) na uniwersytecie w Lipsku (1872–1874), indoeuropejską składnię porównawczą i sanskryt na uniwersytecie w Jenie (1875–1876). W 1873 r. obronił doktorat w Lipsku (praca Judas Ischarioth in Legende und Sage des Mittelalters, opublikowana w 1875 r.). W czasie studiów w Jenie pracował jednocześnie w bibliotece uniwersyteckiej; w latach 1876–1878 był asystentem w bibliotece Uniwersytetu Wrocławskiego. W 1879 po przedstawieniu pracy Zur Entstehungsgeschichte des neueren deutschen Lustspiels został docentem w Katedrze Historii Literatury Powszechnej uniwersytetu w Lipsku, wykładał literaturę nowożytną; w latach 1882–1883 pracował jako asystent w Bibliotece Narodowej w Paryżu.
W 1883 został profesorem nadzwyczajnym Uniwersytetu Jagiellońskiego, stanął na czele Katedry Germanistyki, przy czym warunkiem objęcia katedry profesorskiej było opanowanie w ciągu dwóch lat języka polskiego. Był dyrektorem Seminarium Germanistycznego, od 1886 profesorem zwyczajnym, w roku akademickim 1901/1902 dziekanem Wydziału Filozoficznego. Stworzył najsilniejszy w Polsce ośrodek neofilologiczny. Przyczynił się do stworzenia Katedry Filologii Romańskiej na UJ (1890) oraz założył bibliotekę Seminarium Germanistycznego. Prowadził wykłady z historii literatury niemieckiej od średniowiecza do romantyzmu, historii języka niemieckiego oraz twórczości Szekspira. Zasiadał w Komisji Egzaminacyjnej dla kandydatów na nauczycieli szkół średnich. Jako profesor pracował przez trzydzieści lat, w Krakowie do 1913.
Zmarł w Dreźnie w ubóstwie i osamotnieniu. Pod jego kierunkiem wydoktoryzowało się ponad czterdziestu naukowców, w tym m.in. Adam Kleczkowski. Opiekował się istniejącym od 1900 Kołem Filologicznym Niemieckim.
Zajmował się dziejami literatury niemieckiej, teatrologią, gramatyką historyczną. W pracy Geschichte des neueren Dramas (1893–1916, 4 tomy) przedstawił syntezę dziejów nowożytnego dramatu europejskiego. Interesował się genezą niemieckiej komedii XVIII-wiecznej oraz dramatu XVII-wiecznego. Analizował wpływ Nowego Testamentu na średniowieczną literaturę ludową, a także wpływ Kochanowskiego na literaturę śląsko-niemiecką XVII i XVIII wieku. Badał historię sceniczną Fausta Goethego, szczególną uwagę poświęcając ludowym widowiskom o Fauście.
Był wybitnym poliglotą, znał prawie wszystkie języki germańskie, klasyczne, romańskie i słowiańskie; bardzo dobrze posługiwał się językiem polskim, w którym także publikował. Znany był w Krakowie jako dowcipny człowiek, twórca i bohater anegdot (tzw. Creizenach-Witze); przyjaźnił się z filologiem Kazimierzem Morawskim. Creizenach nigdy nie przestał czuć się Niemcem, jednak życzliwy stosunek do Polski przyczynił się do jego niepopularności w środowisku niemieckim. W 1895 został członkiem korespondentem Akademii Umiejętności, w 1904 członkiem czynnym tej akademii (późniejsza PAU). Należał również do Niderlandzkiego Towarzystwa Literackiego w Liège oraz Niemieckiego Towarzystwa Szekspirowskiego (członek honorowy). W restauracji „Hawełka” współorganizował spotkania kółka towarzysko-dyskusyjnego „Zeitgenossen” (Współczesnych), czyli zaprzyjaźnionych intelektualistów, m.in. znanych profesorów. Dyskusje prowadzili: Leon Sternbach, Jerzy Mycielski, Władysław Natanson, Kazimierz Kostanecki, Marian Sokołowski, Stefan Pawlicki, Jan Łoś, Roman Dyboski, Kazimierz Morawski i inni. Grupa liczyła ok. 20 osób, ale często zapraszano też gości spoza Krakowa. Swój księgozbiór (ok. 2,5 tysiąca woluminów) Creizenach zapisał Bibliotece Jagiellońskiej.

## Wybrane prace
- Legenden und Sagen von Pilatus (1873)
- Versuch einer Geschichte des Volksschauspiels von Doctor Faust (1878)
- Die Bühnengeschichte des Goethe’schen „Faust” (1881)
- „Faust” w pomyśle Lessinga (1883)
- Studien zur Geschichte der Dramatischen Poesie im siebzehnten Jahrhundert (1886)
- O młodych latach Schillera (1887)
- Wilhelm Scherer über die Entstehungsgeschichte von Goethes „Faust”. Ein Beitrag zur Geschichte des literarischen Humbugs(1887)
- Zur Entstehungsgeschichte des neuen deutschen Lustspiels (1879)
- Die Schauspiele der englischen Comödianten (redakcja, 1889)
- Geschichte des neueren Dramas (1893, uzupełnione przez kolejnych badaczy)
- O niemieckim opracowaniu „Hamleta” Szekspirowskiego z XVII wieku (1904)
- Badania nad komedyą Szekspira „Poskromienie złośnicy” (1909)
- The Early Religious Drama (1910)